# Pfarradministrator
Ein Pfarradministrator, auch Pfarrprovisor genannt, ist im kanonischen Recht der Lateinischen Kirche ein Priester, der als Administrator mit der vorübergehenden Leitung einer Pfarrei beauftragt ist. Er vertritt dabei den Pfarrer, wenn dieser an der Ausübung seiner Aufgaben gehindert ist oder die Pfarrstelle vakant ist, und wird vom Ortsordinarius eingesetzt (539  CIC). Je nach Dauer der Vakanz wird der Pfarradministrator als Pfarrverweser, Pfarrvertreter oder Pfarrerstellvertreter benannt.
Nach 522  CIC muss ein Pfarrer „Beständigkeit im Amt besitzen und ist deshalb auf unbegrenzte Zeit zu ernennen“, während ein Pfarradministrator lediglich kommissarisch die Aufgaben eines Pfarrers aufgetragen bekommt. Er besitzt, sofern nichts anders bestimmt, dieselben Rechte und Pflichten wie ein Pfarrer (540, § 1  CIC). Ihm sind alle Handlungen untersagt, die eine Beeinträchtigung der Rechte des Pfarrers mit sich bringen oder dem pfarrlichen Vermögen Schaden zufügen könnten (540, § 2  CIC).